# SONIC GENERATIONS ORIGINAL SOUNDTRACK/BLUE BLUR
『SONIC GENERATIONS ORIGINAL SOUNDTRACK/BLUE BLUR』（ソニック・ジェネレーションズ・オリジナル・サウンドトラック/ブルー・ブラー）は、「ソニック ジェネレーションズ」（以降SG）に使用されたサウンドトラック。

## 内容
- SGに使用された様々なBGMが収録されている。
- ステージBGMでは過去のシリーズからのBGMをリメイクする。クラシックVer.（ACT1）とモダンVer.（ACT2）による2種類のアレンジに分けられており、モダンVerではさらに通常時と高速走行中のBGMアレンジにわかれている。
- 一部のBGMではCash CashとCircuit Freqでリミックスした。

## SOUNND TRACK

### Disc 1
1. TITLE
  - SGタイトルテーマ
  - オリジナル曲は「ソニック・ザ・ヘッジホッグ」より
2. GREEN HILL : ACT1
  - SGアクションステージ「グリーンヒル　ACT1」BGM
  - オリジナル曲は「ソニック・ザ・ヘッジホッグ」より
3. GREEN HILL : ACT2 - Normal
  - SGアクションステージ「グリーンヒル　ACT2」BGM
  - オリジナル曲は「ソニック・ザ・ヘッジホッグ」より
4. GREEN HILL : ACT2 - Fast
  - SGアクションステージ「グリーンヒル　ACT2　ブースト中」BGM
  - オリジナル曲は「ソニック・ザ・ヘッジホッグ」より
5. CHEMICAL PLANT : ACT1
  - SGアクションステージ「ケミカルプラント　ACT1」BGM
  - オリジナル曲は「ソニック・ザ・ヘッジホッグ2」より
6. CHEMICAL PLANT : ACT2
  - SGアクションステージ「ケミカルプラント　ACT2」BGM
  - オリジナル曲は「ソニック・ザ・ヘッジホッグ2」より
7. SKY SANCTUARY : ACT1
  - SGアクションステージ「スカイサンクチュアリ　ACT1」BGM
  - オリジナル曲は「ソニック&ナックルズ」より
8. SKY SANCTUARY : ACT2 - Normal
  - SGアクションステージ「スカイサンクチュアリ　ACT2」BGM
  - オリジナル曲は「ソニック&ナックルズ」より
9. SKY SANCTUARY : ACT2 - Fast
  - SGアクションステージ「スカイサンクチュアリ　ACT2　ブースト中」BGM
  - オリジナル曲は「ソニック&ナックルズ」より
10. RUN THROUGH THE SPEED HIGHWAY - Cash Cash RMX / SPEED HIGHWAY : ACT1
  - SGアクションステージ「スピードハイウェイ　ACT1」BGM
  - オリジナル曲は「ソニックアドベンチャー」より
  - Cash Cashでリミックスした
11. RUN THROUGH THE SPEED HIGHWAY / SPEED HIGHWAY : ACT2
  - SGアクションステージ「スピードハイウェイ　ACT2」BGM
  - オリジナル曲は「ソニックアドベンチャー」より
12. GOING DOWN!? - Cash Cash vs. Jun Senoue RMX / SPEED HIGHWAY : ACT2 - Skyscraper Downhill
  - SGアクションステージ「スピードハイウェイ　ACT2　スカイスクレーパーダウンヒル」BGM
  - オリジナル曲は「ソニックアドベンチャー」より
  - Cash Cashでリミックスした
13. ESCAPE FROM THE CITY - Cash Cash RMX / CITY ESCAPE : ACT1
  - SGアクションステージ「シティエスケープ　ACT1」BGM
  - オリジナル曲は「ソニックアドベンチャー2」より
  - Cash Cashでリミックスした
14. ESCAPE FROM THE CITY - Blue Blur RMX / CITY ESCAPE : ACT2 	
  - SGアクションステージ「シティエスケープ　ACT2」BGM
  - オリジナル曲は「ソニックアドベンチャー2」より
  - 本作のために、作詞を担当したTed Poleyは、新しい歌詞を作った
15. THE MAD CONVOY RACE / CITY ESCAPE : ACT2 - GUN Convoy Battle 
  - SGアクションステージ「シティエスケープ　ACT2　GUNトラックチェイス」BGM
  - オリジナル曲は「ソニックアドベンチャー2」より
16. SEASIDE HILL : ACT1
  - SGアクションステージ「シーサイドヒル　ACT1」BGM
  - オリジナル曲は「ソニック ヒーローズ」より
17. SEASIDE HILL : ACT2
  - SGアクションステージ「シーサイドヒル　ACT2」BGM
  - オリジナル曲は「ソニック ヒーローズ」より
  - オリジナル作アクションステージ「シーサイドヒル」と「オーシャンパレス」BGMのリミックス
18. CRISIS CITY : ACT1
  - SGアクションステージ「クライシスシティ　ACT1」BGM
  - オリジナル曲は「ソニック･ザ･ヘッジホッグ2006」より
  - スピードアップVer.も一緒に収録
19. CRISIS CITY : ACT2
  - SGアクションステージ「クライシスシティ　ACT2」BGM
  - オリジナル曲は「ソニック･ザ･ヘッジホッグ2006」より
20. ROOFTOP RUN : ACT1
  - SGアクションステージ「オレンジルーフス　ACT1」BGM
  - オリジナル曲は「ソニック ワールドアドベンチャー」より
  - スピードアップVer.も一緒に収録
21. ROOFTOP RUN : ACT2
  - SGアクションステージ「オレンジルーフス　ACT2」BGM
  - オリジナル曲は「ソニック ワールドアドベンチャー」より
22. PLANET WISP : Color Power / Pink Spike
  - カラーパワー「ピンク・スパイク」使用中BGM
  - オリジナル曲は「ソニック カラーズ」より
23. PLANET WISP : ACT1
  - SGアクションステージ「プラネットウィスプ　ACT1」BGM
  - オリジナル曲は「ソニック カラーズ」より
24. PLANET WISP : Color Power / Orange Rocket
  - アルバム「ViViD SOUND × HYBRiD COLORS」より
  - カラーパワー「オレンジ・ロケット」使用中BGM
  - オリジナル曲は「ソニック カラーズ」より
25. PLANET WISP : ACT2
  - SGアクションステージ「プラネットウィスプ　ACT2」BGM
  - オリジナル曲は「ソニック カラーズ」より
26. END ROLL MEDLEY ver.1
SG白の時空　スタッフロールBGM。

### Disc 2
1. TITLE (Short ver.)
2. CASINO NIGHT : ACT1
  - SGアクションステージ「カシノナイト　ACT1」BGM
  - オリジナル曲は「ソニック・ザ・ヘッジホッグ2」より
3. CASINO NIGHT : ACT2
  - SGアクションステージ「カシノナイト　ACT2」とダウンロードコンテンツ「カシノナイト　ピンボールステージ」BGM
  - オリジナル曲は「ソニック・ザ・ヘッジホッグ2」より
4. MUSHROOM HILL : ACT1
  - SGアクションステージ「マッシュルームヒル　ACT1」BGM
  - オリジナル曲は「ソニック&ナックルズ」より
5. MUSHROOM HILL : ACT2
  - SGアクションステージ「マッシュルームヒル　ACT2」BGM
  - オリジナル曲は「ソニック&ナックルズ」より
6. BLUE AZURE WORLD / EMERALD COAST : ACT1
  - 瀬上純によると「Blue Azure World」は誤植で、正しくは「Azure Blue World」とのことである[1] 。
  - SGアクションステージ「エメラルドコースト　ACT1」BGM
  - オリジナル曲は「ソニックアドベンチャー」より
7. WINDY AND RIPPLY / EMERALD COAST : ACT2
  - SGアクションステージ「エメラルドコースト　ACT2」BGM
  - オリジナル曲は「ソニックアドベンチャー」より
8. VENGEANCE IS MINE - Cash Cash RMX / RADICAL HIGHWAY : ACT1
  - SGアクションステージ「ラジカルハイウェイ　ACT1」BGM
  - オリジナル曲は「ソニックアドベンチャー2」より
  - Cash Cashでリミックスした
9. VENGEANCE IS MINE - Circuit Freq RMX / RADICAL HIGHWAY : ACT2 	
  - SGアクションステージ「ラジカルハイウェイ　ACT2」BGM
  - オリジナル曲は「ソニックアドベンチャー2」より
  - Circuit Freqでリミックスした
10. BACK 2 BACK - Digital Remakin' Track / WATER PALACE : ACT1
  - アルバム「SONIC RUSH ORIGINAL GROOVE RUSH」より
  - SGアクションステージ「ウォーターパレス　ACT1」BGM
  - オリジナル曲は「ソニック ラッシュ」より
11. BACK 2 BACK - Cash Cash RMX / WATER PALACE : ACT2
  - SGアクションステージ「ウォーターパレス　ACT2」BGM
  - オリジナル曲は「ソニック ラッシュ」より
  - Cash Cashでリミックスした
12. TROPICAL RESORT - Color Power / Red Burst
  - カラーパワー「レッド・バースト」使用中BGM
  - オリジナル曲は「ソニック カラーズ」より
13. TROPICAL RESORT : ACT1
  - アルバム「ViViD SOUND × HYBRiD COLORS」より
  - SGアクションステージ「トロピカルリゾート　ACT1」BGM
  - オリジナル曲は「ソニック カラーズ」より
14. TROPICAL RESORT - Color Power / Cyan Laser
  - アルバム「ViViD SOUND × HYBRiD COLORS」より
  - カラーパワー「シアン・レーザー」使用中BGM
  - オリジナル曲は「ソニック カラーズ」より
15. TROPICAL RESORT : ACT2
  - SGアクションステージ「トロピカルリゾート　ACT2」BGM
  - オリジナル曲は「ソニック カラーズ」より
16. BOSS BATTLE : BIG ARMS
  - SGボスステージ「ビッグアーム」BGM
  - オリジナル曲は「ソニック・ザ・ヘッジホッグ3」より
  - Cash Cashでリミックスした
17. SUPPORTING ME... / BOSS BATTLE : BIOLIZARD
  - SGボスステージ「バイオリザード」BGM
  - オリジナル曲は「ソニックアドベンチャー2」より
18. BOSS BATTLE : EGG EMPEROR
  - SGボスステージ「エッグエンペラー」BGM
  - オリジナル曲は「ソニック ヒーローズ」より
19. SPECIAL STAGE
  - SGスペシャルステージBGM
  - オリジナル曲は「ソニック ヒーローズ」より
  - Cash Cashでリミックスした
20. END ROLL MEDLEY ver.2
SG青の冒険　スタッフロールBGM
21. SUPER SONIC RACING - Cash Cash vs. Jun Senoue RMX / CHALLENGE / MISSION 1
  - SGミッションBGM
  - オリジナル曲は「ソニックR」より
  - Cash Cashでリミックスした
22. CHALLENGE / MISSION 2
  - SGミッションBGM
  - 一部は「ソニック・ザ・ヘッジホッグ3」より、一部は「ソニック ヒーローズ」より
23. CHALLENGE / MISSION 3
  - SGミッションBGM
  - オリジナル曲は「ソニック バトル」より
24. CHALLENGE / MISSION 4
  - SGミッションBGM
  - 一部は「ソニック・ザ・ヘッジホッグ3」より、一部は瀬上純の新作曲
25. CHALLENGE / MISSION 5
  - オリジナルタイトルは「You're My Hero」
  - SGミッションBGM
  - オリジナル曲は「ソニック3Dブラスト」より

SPECIAL THANK TO
SEGA

### Disc 3
1. TITLE DEMO
SGオープニングムービーBGM
2. RIVAL BATTLE : METAL SONIC
  - SGライバルバトルステージ「メタルソニック」日本版BGM
  - オリジナル曲は「日本版ソニックCD」より
3. RIVAL BATTLE : METAL SONIC (US ver.)
  - SGライバルバトルステージ「メタルソニック」北米版BGM
  - オリジナル曲は「北米版ソニックCD」より
4. FOR TRUE STORY - Circuit Freq RMX / RIVAL BATTLE : SHADOW THE HEDGEHOG
  - SGライバルバトルステージ「シャドウ・ザ・ヘッジホッグ」BGM
  - オリジナル曲は「ソニックアドベンチャー2」より
  - Circuit Freqでリミックスした
5. LIVE & LEARN (Short ver.) / RIVAL BATTLE : SHADOW THE HEDGEHOG - Sonic Attack
  - SGライバルバトルステージ「シャドウ・ザ・ヘッジホッグ　ソニックパワーアップ」BGM
  - オリジナル曲は「ソニックアドベンチャー2」より
6. ALL HAIL SHADOW (Short ver.) / RIVAL BATTLE : SHADOW THE HEDGEHOG - Shadow Attack
  - SGライバルバトルステージ「シャドウ・ザ・ヘッジホッグ　シャドウパワーアップ」BGM
  - オリジナル曲は「ソニック・ザ・ヘッジホッグ2006」より
7. RIVAL BATTLE : SILVER THE HEDGEHOG
  - SGライバルバトルステージ「シルバー・ザ・ヘッジホッグ」BGM
  - オリジナル曲は「ソニック・ザ・ヘッジホッグ2006」より
8. BOSS BATTLE : DEATH EGG ROBOT
  - SGボスステージ「デスエッグロボ」BGM
  - オリジナル曲は「ソニック・ザ・ヘッジホッグ2」より
9. OPEN YOUR HEART - Crush 40 vs. Circuit Freq RMX / BOSS BATTLE : PERFECT CHAOS Pt-I 
  - SGボスステージ「パーフェクトカオス　フェイズ1」BGM
  - オリジナル曲は「ソニックアドベンチャー」より
  - Circuit Freqでリミックスした
10. PERFECT CHAOS REVIVAL! / BOSS BATTLE : PERFECT CHAOS Pt-II 	
  - SGボスステージ「パーフェクトカオス　フェイズ2」BGM
  - オリジナル曲は「ソニックアドベンチャー」より
11. BOSS BATTLE : EGG DRAGOON
  - SGボスステージ「エッグドラグーン」BGM
  - オリジナル曲は「ソニック ワールドアドベンチャー」より
12. BOSS BATTLE : TIME EATER ver.1
  - SGボスステージ「タイムイーター　モダンソニックリーダー」BGM
13. BOSS BATTLE : TIME EATER ver.2
  - SGボスステージ「タイムイーター　クラシックソニックリーダー」BGM
14. BOSS BATTLE : TIME EATER - Final Attack
  - SGボスステージ「タイムイーター　ファイナルアタック」BGM
  - オリジナル曲は「ソニック・ザ・ヘッジホッグ4」より
15. WHITE SPACE MEDLEY
  - SG白の時空　ハブステージBGMメドレー
16. MENU 1
  - SG青の冒険　ハブステージBGMとSG白の時空 オプション画面BGM
  - オリジナル曲は「ソニック ヒーローズ」より
17. MENU 2
18. JINGLE : INVINCIBLE ver.1
  - SGクラシックソニック無敵BGM
  - オリジナル曲は「ソニック・ザ・ヘッジホッグ」より
19. JINGLE : INVINCIBLE ver.2
  - SG青の冒険　モダンソニック無敵BGM
  - オリジナル曲は「ソニック・ザ・ヘッジホッグ」より
20. JINGLE : TIMER
  - SG水中カウントダウンBGM
  - オリジナル曲は「ソニック・ザ・ヘッジホッグ」より
21. JINGLE : ACT CLEAR
オリジナル曲は「ソニック・ザ・ヘッジホッグ3」より
22. JINGLE : RESULT ver.1
23. JINGLE : RESULT ver.2
24. JINGLE : GAME OVER
オリジナル曲は「ソニック・ザ・ヘッジホッグ3」より
25. SKILL : PRECIOUS TIME / RING TIME
  - SGスキル「リングタイム」BGM
  - オリジナル曲は「カオティクス」より
26. SKILL : TIME BRAKE
  - SGスキル「タイムブレイク」BGM
  - オリジナル曲は「ソニックアドバンス3」より
27. SKILL SHOP
28. COLLECTION ROOM
29. GALLERY
30. CUT SCENE 1
  - SGイベントシーン「タイムイーター登場」BGM
31. CUT SCENE 2
32. CUT SCENE 3
33. CUT SCENE 4
  - SGイベントシーン「ミラールーム　現在と過去の出会い」BGM
34. CUT SCENE 5
35. CUT SCENE 6
「Title Demo」のリメイク
36. CUT SCENE 7
37. CUT SCENE 8
  - SGイベントシーン「タイムイーターの真実」BGM
38. CUT SCENE 9
  - SGイベントシーン「スーパーソニック変身」BGM
  - オリジナル曲は「ソニック・ザ・ヘッジホッグ4」より
39. CUT SCENE 10
  - SGイベントシーン「誕生日パーティー、別れ」BGM

## ラインナップ

### オリジナル作曲
- トラックリストの順

中村正人（Disc1 - 1～6、26 / Disc2 - 1～3、20 / Disc3 - 8、15、18、19、27）

SEGA（Disc1 - 7～9、26 / Disc2 - 4、5、16、20、22、24 / Disc3 - 20、21、24、25、28、29）

瀬上純（Disc1 - 10、11、13～17、26 / Disc2 - 6～9、18、20、22、24 / Disc3 - 1、5、6、9、14、15、22、23、35、38）

熊谷文恵（Disc1 - 12 / Disc2 - 17 / Disc3 - 4）

幡谷尚史（Disc1 - 17 / Disc2 - 19 / Disc3 - 2、15、16）

大谷智哉（Disc1 - 18～22、24、26 / Disc2 - 12～15、20 / Disc3 - 15）

床井健一（Disc1 - 23、25、26 / Disc2 - 23 / Disc3 - 9、10、15、26）

長沼英樹（Disc2 - 10、11、20）

Richard Jacques（Disc2 - 21、25 / Disc3 - 12、13、30、34、36）

Spencer Nilsen（Disc3 - 3）

小林秀聡（Disc3 - 7、11、17）

南波真理子（Disc3 - 15）

蓑部雄崇（Disc3 - 31、34）

福田康文（Disc3 - 32、37、39）

### アレンジ & リミックス
- トラックリストの順

瀬上純（Disc1 - 1、3、4、6、8、9、11、12、14、15、17、26 / Disc2 - 1、3、5～7、18、20、22、24 / Disc3 - 1、8、14～17、19～21、24～29）

幡谷尚史（Disc2 - 2、5、7 / Disc2 - 2、4 / Disc3 - 2、18）

Cash Cash（Disc1 - 10、12、13 / Disc2 - 8、11、16、19、21）

Richard Jacques（Disc1 - 16 / Disc2 - 17 / Disc3 - 7、10、11）

SUSHI（Disc2 - 3）

Circuit Freq（Disc2 - 9 / Disc3 - 4、9）

床井健一（Disc2 - 23）

Alex Makhlouf from Cash Cash（Disc3 - 3）

### Escape From The City (Cash Cash Remix) (1-13)
作詞：Ted Poley
作曲：瀬上純
リミックス・サウンドプロデュース：Cash Cash
オリジナルヴォーカル：Ted Poley & Tony Harnell
オリジナルギター：瀬上純
アディショナルプログラム：Cash Cash

### Escape From The City (Blue Blur Remix) (1-14)
作詞：Ted Poley
作曲・リミックス・サウンドプロデュース：瀬上純
歌：Ted Poley & Tony Harnell
ヴォーカル：Ted Poley & Tony Harnell
ギター：瀬上純
ベース：種子田健
ドラムス：Katsuji

### Supporting Me... (2-17)
オリジナルプロデュース：熊谷文恵 & 谷丙午
リミックス & サウンドプロデュース：Richard Jacques
オリジナルヴォーカル：Everette Bradley
プログラム：Richard Jacques

### Super Sonic Racing (Cash Cash vs. Jun Senoue Remix) (2-21)
作曲：Richard Jacques
リミックス・サウンドプロデュース：Cash Cash
ヴォコーダーヴォーカル：Alex Makhlouf
ギター：瀬上純
プログラム：Cash Cash

### For True Story (Circuit Freq Remix) (3-4)
オリジナルプロデュース：熊谷文恵 & 谷丙午
リミックス & サウンドプロデュース：Circuit Freq
オリジナルヴォーカル：Everette Bradley
プログラム：Amir Derakh & Anthony "Fu" Valcic（Julien-K）

### Live & Learn (Short ver.) (3-5)
作詞：Johnny Gioeli
作曲・再レコーディング・サウンドプロデュース：瀬上純
歌：Crush 40
ヴォーカル：Johnny Gioeli
ギター：瀬上純
ベース：種子田健
ドラムス：Katsuji

### All Hail Shadow (Short ver.) (3-6)
作詞：Mike Szuter
作曲・再レコーディング・サウンドプロデュース：瀬上純
歌：Crush 40
ヴォーカル：Johnny Gioeli
ギター：瀬上純
ベース：種子田健
ドラムス：河村徹

### Open Your Heart (Crush 40 vs. Circuit Freq Remix) (3-9)
作詞：瀬上純
作曲：瀬上純 & 床井健一
リミックス：Circuit Freq
歌：Crush 40 & Circuit Freq
ヴォーカル：Johnny Gioeli
ギター：瀬上純
プログラム：Amir Derakh & Anthony "Fu" Valcic（Julien-K）